# Leonardo Sullivan
Leonardo Sullivan, nome artístico de Iveraldo de Souza Lima (Vicência, 17 de abril de 1947) é um cantor e compositor brasileiro de música romântica.
De 1977 a 2002 gravou quinze álbuns com o nome Leonardo, adotando após esse período o sobrenome Sullivan, do irmão - também cantor e compositor - Michael Sullivan.
Tem como principais sucessos os hits Memórias (Leonardo Sullivan) e Meu Dilema (Leonardo Sullivan / Michael Sullivan), ambos gravados também por Fafá de Belém, sendo a canção Meu Dilema gravada originalmente por José Augusto e, mais recentemente, por Zélia Duncan; Quando Chegar o Amanhã, versão de sua autoria para a canção Que Pasara Mañana, de José Luis Perales; Não Diga Nada (Leonardo Sullivan), também gravado por Gilliard; e Mãe, um Pedaço do Céu (Ed Wilson / Carlos Colla), da qual é o intérprete original, bem como de Evidências (José Augusto / Paulo Sérgio Valle), gravado posteriormente por Chitãozinho & Xororó.
Em 2002, gravou o álbum "O Sol da Minha Estrada", totalmente dedicado à Música Gospel.
Em maio de 2007 gravou o DVD Leonardo Sullivan ao Vivo, na Praça do Marco Zero, no Recife Antigo.
No dia 5 de setembro de 2012, Leonardo recebeu, na Câmara Municipal do Recife, o título de Cidadão recifense.

## Discografia
- Compacto Simples (1977)
- Compacto Duplo (1978)
- Memórias (1982)
- Momento Maior (1983)
- Pela Vida (1984)
- Eu Preciso Ver o Amor Recomeçar (1985)
- Coisas da Vida (1986)
- Sem Censura (1987)
- Uma Voz no Coração (1988)
- Veneno, Mel e Sabor (1989)
- Inesquecível (1992)
- Isso É Amor (1995)
- 20 Super Sucessos (1996)
- Leonardo Canta Altemar Dutra (1997)
- Ao Vivo (2000)
- O Sol da Minha Estrada (2002)
- Correnteza de Emoção (2003)
- Leonardo Sullivan Ao Vivo (2007)
- História de Amor (2016)